# サラマウア (護衛空母)
サラマウア (USS Salamaua, CVE-96) は、アメリカ海軍の護衛空母。カサブランカ級航空母艦の42番艦。艦名は東部ニューギニア戦線でのサラマウア空襲に因んで命名された。

## 艦歴
当初「アングィラ・ベイ (Anguilla Bay, ACV-96) 」の艦名であったが、1943年7月15日にCVE-96（護衛空母）に艦種変更され、1943年11月6日に「サラマウア」に改名される。1944年2月4日にワシントン州バンクーバーのカイザー造船所で起工し、1944年4月22日にW. J. マリンズ夫人によって進水、1944年5月26日にジョゼフ・I・テーラー・ジュニア艦長の指揮下で就役した。
西海岸沖での整調後に、「サラマウア」はサンディエゴから真珠湾に向けて貨物及び航空機の輸送を行う。カリフォルニア州に帰還すると、再びニューギニアのフィンシュハーフェンへ輸送を行った。9月1日にアラメダへ帰還後、オーバーホール後に訓練演習を行い、10月16日に輸送任務のためサンディエゴを出航した。11月5日にウルシー環礁に到着し、続いてパラオおよびフィリピンに向かう。11月14日から23日にかけて「サラマウア」はレイテ湾で輸送船団の上空護衛に従事し、その後ルソン島侵攻作戦の準備のためアドミラルティ諸島に向かう。
12月27日にゼーアドラー湾を出航し北へ移動する。1945年1月6日にリンガエン湾の入口に到着し、艦載機部隊は沿岸の敵陣地に対する攻撃および連合軍の上陸部隊に対する上空援護を行った。1月9日には海岸への上陸部隊に対する空中援護を行い、同任務は1月13日まで継続された。
1月13日の9時前、250キロ爆弾2発を積んだ陸軍特別攻撃隊精華隊の四式戦闘機が「サラマウア」の飛行甲板に突入し、「サラマウア」は大破する。80名以上が負傷、15名が死亡した。損害は飛行甲板、格納庫と広範囲に及び、その下部では火災が発生した。爆弾の一発は不発となったが、右舷の喫水線部分に穴を開けた。艦は動力、通信および操舵不能となった。機関室の一つは氾濫し、右舷機関は停止した。大きな損害を受けながらも「サラマウア」の砲手は9時10分に2機の特攻機を撃墜した。
「サラマウア」は応急修理を受けたあとサンフランシスコに向かう。2月26日に到着し、本格修理は短期間で完了、4月21日に再び西へ移動した。5月20日にグアムに到着、その後も沖縄への航海を続けた。5月24日、「サラマウア」から発進した哨戒機が海面上に浮かぶ航空機の補助燃料タンクを発見して報告した。護衛艦がその物体を処分する様命令を受けて現場に向かい、潜航艇をそこで発見した。潜航艇は水面上に僅かに浮いており、うねりに乗った時に姿が見えるが、完全に停止した状態であった。潜航艇は機銃掃射を受け、爆発する事なく、水平を保ったままで静かに沈んでいった。泡が僅かに浮いたが、油も破片も見えなかった。この潜航艇は長い間海上を浮遊していたらしく、海草が付着して褐色になっていた。5月26日、「サラマウア」は他の護衛空母と合流し沖縄上陸作戦の支援に向かう。6月4日に後方支援部隊に加わるが、翌6月5日に台風に遭遇し破損する。修理はグアムで行われた。7月後半にマリアナ諸島と沖縄間の輸送船団に対する対潜哨戒任務を命じられ、8月にはレイテ島と沖縄間での同任務に移動する。8月9日、「サラマウア」の対潜掃討部隊は潜水艦「伊58」 からの回天2基の攻撃を受けたが、護衛駆逐艦「ジョニー・ハッチンス (USS Johnnie Hutchins, DE-360) 」が僚艦とともに爆雷攻撃と砲撃を行って、自艦への体当たりを試みた回天を撃沈した。哨戒任務は日本の降伏まで継続された。
8月25日に「サラマウア」はレイテ島に帰還し補充を受ける。その後東京湾への輸送船団を護衛し、船団は9月2日に到着した。「サラマウア」の艦載機は横浜に上陸する占領部隊を上空から撮影した。再び東京湾への輸送船団に対する護衛を行った後、「サラマウア」はマジック・カーペット作戦に参加する。帰還兵を乗船させ、10月3日アラメダに帰還した。
その後も2度のマジック・カーペット任務を行い、1946年に入ると不活性化の準備が行われる。「サラマウア」は1946年5月9日に退役し、5月21日に除籍される。その後1946年11月18日にオレゴン州ポートランドのジデル・マシーナリー・アンド・サプライ社にスクラップとして売却された。
「サラマウア」は第二次世界大戦の戦功で3つの従軍星章を受章した。